# Passaggio per il paradiso (film 1998)
Passaggio per il paradiso è un film del 1998 diretto da Antonio Baiocco.